# Queenie Smith
Queenie Smith, född 8 september 1898 i Texas, död 5 augusti 1978 i Burbank i Kalifornien, var en amerikansk skådespelare. Smith medverkade bland annat i filmer som Teaterbåten (1936), Sov, min älskling! (1948) och The Great Rupert (1950), samt hade en återkommande roll i dramaserien Lilla huset på prärien.

## Filmografi i urval
- 1935 – Äventyraren från Mississippi
- 1936 – Teaterbåten
- 1946 – Hämnarna
- 1947 – Lång natt
- 1948 – Sov, min älskling!
- 1948 – Ormgropen
- 1950 – The Great Rupert
- 1951 – Flykten från jorden
- 1952 – Världens största show
- 1955 – Min syster Eileen
- 1956 – Äventyr på linjebuss
- 1957 – Segerns sötma
- 1965 – The Lucy Show (TV-serie)
- 1967 – The Monkees (TV-serie)
- 1968 – Vad hände den natten
- 1969 – Hawaii Five-O (TV-serie)
- 1973 – Familjen Walton (TV-serie)
- 1973 – Love, American Style (TV-serie)
- 1974 – McMillan & Wife (TV-serie)
- 1974–1977 – Lilla huset på prärien (TV-serie)
- 1977 – Kärlek ombord (TV-serie)
- 1978 – Tjejen som visste för mycket